# Azamat Abduraimov
Azamat Abduraimov (Taskent, RSS de Uzbekistán; 27 de abril de 1966) es un exfutbolista y entrenador de fútbol de Uzbekistán que jugaba en la posición de delantero. Es hijo del también futbolista Berador Abduraimov.

## Carrera

### Club
| Periodo   | Club                  |
| --------- | --------------------- |
| 1983-1984 | FShM Moscow           |
| 1984-1985 | FC Spartak Moscow     |
| 1985      | FC SKA Rostov-na-Donu |
| 1986      | PFC CSKA Moskva       |
| 1987-1990 | Pakhtakor Tashkent    |
| 1990      | FC Spartak Moscow     |
| 1991      | CSKA Pamir Dushanbe   |
| 1991-1992 | Mohammedan SC Dhaka   |
| 1992-1993 | Navbahor Namangan     |
| 1993      | MHSK Tashkent         |
| 1994-1995 | Pahang FA             |
| 1995      | Navbahor Namangan     |
| 1995      | Politotdel Tashkent   |
| 1995-1996 | Al-Wehda Mecca        |
| 1996-1999 | Pakhtakor Tashkent    |
| 1999-2000 | Salgaocar SC Goa      |
| 2000      | Pakhtakor Tashkent    |
| 2001      | FC Dustlik            |

### Selección nacional
Debutó con Uzbekistán el 22 de junio de 1992 en la victoria por 2-1 ante Turkmenistán en un partido amistoso. Ganó la medalla de oro en los Juegos Asiáticos de 1994 en Hiroshima.
También participó en la Copa Asiática 1996 y se retiraría de la selección en 1997 luego de disputar 22 partidos y anotar 11 goles. También jugaría con la selección nacional de fútbol sala en Kuala Lumpur en 2003.

### Entrenador
| Periodo   | Club                                   |
| --------- | -------------------------------------- |
| 2002-2003 | NBU Osiyo                              |
| 2004      | Selección de fútbol sala de Uzbekistán |
| 2005      | FC Ardus (futsal)                      |
| 2009-2010 | FK Samarqand-Dinamo                    |
| 2012      | Uzbekistán sub-22                      |
| 2012-2014 | FK Andijan                             |
| 2018-2020 | Uzbekistán sub-17                      |

## Logros

### Club
Pakhtakor
- Soviet First League Cup: 1988, 1989
- Liga de fútbol de Uzbekistán: 1998
- Copa de Uzbekistán: 1997

Navbahor Namangan
- Copa de Uzbekistán: 1992

Pahang FA
- Superliga de Malasia: 1994

Al Wahda
- Primera División de Arabia Saudita: 1996

Salgaocar
- Copa Durand: 1999

### Selección nacional
- Juegos Asiáticos: 1994

### Individual
- Goleador de la Liga Premier de Bangladés: 1992 (17 goles)[7]